# Plagionotus lugubris
Plagionotus lugubris là một loài bọ cánh cứng trong họ Cerambycidae.